# Roman Dowgird
Roman Dowgird (ur. 24 marca?/6 kwietnia 1902 w Grodnie, zm. 23 stycznia 1985) – polski inżynier budownictwa, specjalista w dziedzinie konstrukcji prefabrykowanych, profesor.
W 1930 roku ukończył studia wyższe na Wydziale Inżynierii Lądowej Politechniki Warszawskiej, uzyskując dyplom inżyniera dróg i mostów. Po studiach pracował zawodowo w charakterze projektanta i kierownika nadzoru budowy obiektów wojskowych Okręgu Wileńskiego. Czynny uczestnik kampanii wrześniowej, a następnie jeniec oflagów. Po wyzwoleniu kontynuował pracę zawodową wprowadzając nowe koncepcje i wdrożenia w zakresie konstrukcji prefabrykowanych i ceramicznych. Owocną działalność zawodową łączył z pracą naukową i dydaktyczną w Politechnice Warszawskiej.
Od 1961 roku podjął pracę w Politechnice Łódzkiej organizując, a następnie kierując Katedrą Prefabrykacji i Budownictwa Przemysłowego na Wydziale Budownictwa Lądowego. Prace własne Katedry dotyczące kształtowania konstrukcji prefabrykowanych hal przemysłowych oraz żelbetowych elementów prefabrykowanych powszechnego zastosowania stanowiły także tematykę trzech prac doktorskich wypromowanych przez prof. Dowgirda w Politechnice Łódzkiej.
Bogaty dorobek publikacyjny w dziedzinie prefabrykowanego budownictwa przemysłowego i ogólnego zawiera szereg monografii oraz kilkadziesiąt artykułów i komunikatów naukowych. W 1951 roku otrzymał Nagrodę Państwową III stopnia. Poza działalnością w Politechnice Łódzkiej, czynnie uczestniczył w pracach wielu samodzielnych jednostek naukowo-badawczych.